# Complesso delle tombe Xiaohe
Il Complesso delle tombe Xiaohe (piccolo fiume) è una necropoli dell'Età del Bronzo situata nei pressi di Lop Nur, nella Regione autonoma uigura dello Xinjiang, Cina occidentale.
Si tratta di una duna sabbiosa oblunga, dalla quale sono state scoperte oltre 30 mummie ben conservate, sepolte in contenitori fatti con pelle di bue a tenuta d'aria.
Le mummie, la più antica delle quali è datata a circa 4000 anni fa, sembrano di tipo caucasico.
Comunque, l'analisi genetica ha rivelato che vi è una mescolanza di popolazioni occidentali ed orientali, con la linea genealogica paterna esclusivamente di tipo eurasiatico occidentale e con la linea genealogica materna costituita da una miscela di caratteri eurasiatici occidentali ed orientali.
L'intero complesso delle tombe Xiaohe contiene circa 330 tombe, delle quali circa 160 erano state violate da ladri di tombe.
I resti Xiaohe contengono il numero maggiore di mummie mai trovate in tutto il mondo, alla data presente, in un singolo sito.
Nei pressi del complesso tombale, non è stato ritrovato alcun insediamento umano, cosa per cui è probabile che i corpi siano stati trasportati da altrove per la sepoltura in questo sito.

## Archeologia

### Scoperta e primi scavi
Un cacciatore locale di nome Ördek scoprì il sito verso il 1910. Successivamente, nel 1934, in parte con l'aiuto di Ördek, esploratori svedesi e l'archeologo Folke Bergman individuarono il sito, che fu da lui chiamato Necropoli di Ördek.
Il complesso di tombe appariva come un piccolo tumulo ovale e la sommità del tumulo era ricoperta da una selva di pali lignei in posizione eretta, le cui cime erano state scheggiate dai forti venti.
Nel sito si trovarono monumenti di legno a forma di remo e figure umane lignee.
Le bare erano state assemblate sopra i corpi che si erano mummificati.
Bergman scavò 12 sepolture e recuperò circa 200 manufatti, che furono portati a Stoccolma.
Bergman notò la sorprendente somiglianza degli indumenti, particolarmente i perizomi frangiati, con quelli rinvenuti nelle sepolture dell'Età del Bronzo in Danimarca, ma respinse qualunque collegamento diretto.

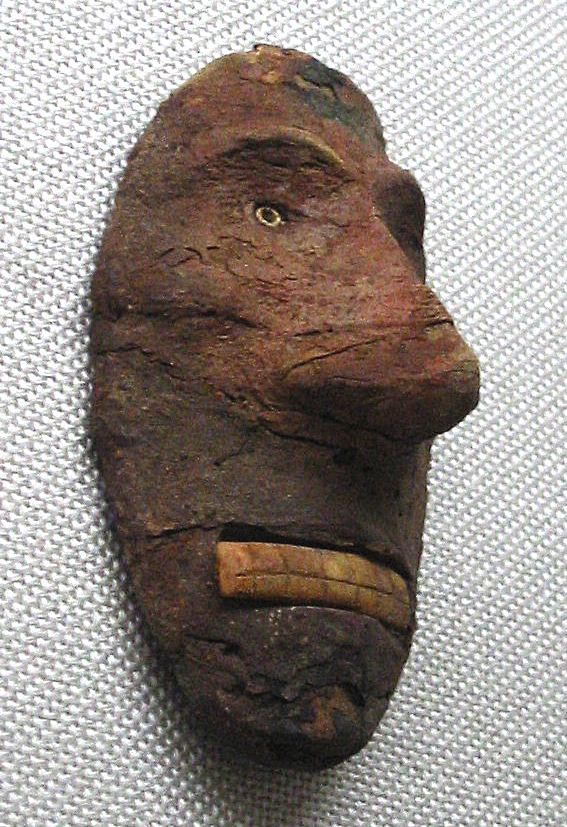
Piccola maschera di sembianze europoidi, da Lop Nur, Cina, 2000-1000 a.C.

### Successiva riscoperta e scavi archeologici
Nell'ottobre 2003, nel sito si avviò una campagna di scavi organizzata dallo Xinjiang Cultural Relics and Archaeology Institute.
Da allora sono state scavate 167 tombe e gli scavi hanno evidenziato la presenza di centinaia di tombe più piccole costruite in strati diversi.
Nel 2006, fu rinvenuta una bara avvolta in una pelle di bue a forma di barca. Essa conteneva la mummia notevolmente conservata di una giovane donna, che fu presto soprannominata la Bella di Xiaohe. 

### Descrizione delle tombe
Ogni tomba è marcata da un palo verticale di pioppo posto vicino alla parte superiore della bara.
Un cranio o un corno di bue possono essere appesi al palo.
Le parti terminali dei pali possono essere sia a forma di torpedine sia di remo e rappresentano, rispettivamente, il fallo e la vulva. Le sepolture maschili erano marcate con i pali a forma di remo, mentre le femminili con i pali fallici. Con le sepolture maschili sono stati rinvenuti archi e frecce. Il palo e le bare possono essere colorate di rosso.
Ogni bara è realizzata con due tavole massicce assemblate sopra il corpo, a somiglianza di una barca capovolta, e quindi ricoperta con pelli bovine.
Poche tombe speciali contenenti corpi femminili hanno al di sopra una bara rettangolare aggiuntiva ricoperta da strati di fango.
Piccole maschere di volti umani e figurine umane lignee possono accompagnare le sepolture.
Ramoscelli e rami di ephedra erano posti accanto al corpo.

## Studi genetici
L'analisi genetica delle mummie ha dimostrato che il popolo Xiaohe era un misto di popolazioni originarie sia dell'occidente, sia dell'oriente.
Le linee genealogiche materne del popolo Xiaohe traevano origine sia a est sia a ovest, mentre le linee genealogiche paterne erano tutte originarie dell'ovest.
L'analisi del DNA mitocondriale, che fornisce informazioni sulla linea genealogica materna, dimostrò che il popolo Xiaohe recava sia l'aplogruppo eurasiatico orientale (C), sia gli aplogruppi eurasiatici occidentali (H e K). La linea C eurasiatica orientale, che è l'aplogruppo dominante ritrovato nei resti, indica che la componente delle popolazioni eurasiatiche orientali nella popolazione Xiaohe ebbe origine dalle popolazioni siberiane, in particolar modo le popolazioni siberiane meridionali e orientali.
L'aplogruppo H e l'aplogruppo K sono comuni in Europa occidentale, suggerendo che la componente eurasiatica occidentale della linea materna osservata nel popolo Xiaohe possa trovare stretta relazione con gli europei occidentali.
L'analisi del DNA del cromosoma Y, che fornisce informazioni sulla linea genealogica paterna, dimostrò che negli individui maschi è presente solo l'aplogruppo eurasiatico occidentale R1a1a.